# Чемпионат Европы по футболу 2019 среди юношей до 17 лет
Чемпионат Европы по футболу 2019 среди юношей до 17 лет (англ. 2019 UEFA European Under-17 Championship) — 18-й розыгрыш чемпионата Европы по футболу среди юношей до 17 лет, который прошёл в Ирландии с 3 по 19 мая 2019 года.
В турнире имели право сыграть только игроки, родившиеся после 1 января 2002 года. Начиная с этого чемпионата командам разрешалось проводить по 5 замен в каждом матче. Продолжительность каждого матча с этого года составляло 90 минут, в отличие от предыдущих чемпионатов, в которых матч длился 80 минут.
Чемпионский титул защитила сборная Нидерландов. На юношеский чемпионат мира (до 17 лет) также получили путёвки сборные Италии, Испании, Франции и Венгрии.

## Отборочный турнир
Предшествовал финальному турниру чемпионата Европы по футболу среди юношей до 17 лет отборочный турнир, который состоял из двух раундов: отборочного и элитного. В течение этих раундов из 54 сборных выявилось 15, которые вышли в финальную часть и присоединились к хозяйке турнира — сборной Ирландии.
Матчи отборочного раунда прошли с 27 сентября по 2 ноября 2018 года, матчи элитного отборочного раунда — весной 2019 года.

### Квалифицировались в финальный турнир
| Сборная    | Место в квалификации                 | Участие в турнире (с 2002 года) | Последнее участие | Лучший результат             |
| ---------- | ------------------------------------ | ------------------------------- | ----------------- | ---------------------------- |
| Ирландия   | Организатор                          | 5                               | 2018              | Четвертьфинал (2017, 2018)   |
| Италия     | Элитный раунд, группа 1 — победитель | 9                               | 2018              | Финалист (2013, 2018)        |
| Австрия    | Элитный раунд, группа 1 — 2-е место  | 6                               | 2016              | 3-е место (2003)             |
| Нидерланды | Элитный раунд, группа 2 — победитель | 13                              | 2018              | Чемпион (2011, 2012, 2018)   |
| Чехия      | Элитный раунд, группа 2 — 2-е место  | 9                               | 2015              | Финалист (2006)              |
| Англия     | Элитный раунд, группа 3 — победитель | 14                              | 2018              | Чемпион (2010, 2014)         |
| Исландия   | Элитный раунд, группа 4 — победитель | 3                               | 2012              | Групповой этап (2007, 2012)  |
| Германия   | Элитный раунд, группа 4 — 2-е место  | 12                              | 2018              | Чемпион (2009)               |
| Испания    | Элитный раунд, группа 5 — победитель | 13                              | 2018              | Чемпион (2007, 2008, 2017)   |
| Греция     | Элитный раунд, группа 5 — 2-е место  | 3                               | 2015              | Групповой этап (2010, 2015)  |
| Португалия | Элитный раунд, группа 6 — победитель | 8                               | 2018              | Чемпион (2003, 2016)         |
| Россия     | Элитный раунд, группа 6 — 2-е место  | 4                               | 2015              | Чемпион (2006, 2013)         |
| Бельгия    | Элитный раунд, группа 7 — победитель | 7                               | 2018              | Полуфинал (2007, 2015, 2018) |
| Венгрия    | Элитный раунд, группа 7 — 2-е место  | 5                               | 2017              | Четвертьфинал (2017)         |
| Франция    | Элитный раунд, группа 8 — победитель | 12                              | 2017              | Чемпион (2004, 2015)         |
| Швеция     | Элитный раунд, группа 8 — 2-е место  | 4                               | 2018              | Полуфинал (2013)             |

## Места проведения
| Дублин                                                        | Дублин Лонгфорд Уотерфорд Уиклоу                       | Лонгфорд                                  |
| ------------------------------------------------------------- | ------------------------------------------------------ | ----------------------------------------- |
| Талла                                                         | Дублин Лонгфорд Уотерфорд Уиклоу                       | Сити Коллинг                              |
| Вместимость: 8183                                             | Дублин Лонгфорд Уотерфорд Уиклоу                       | Вместимость: 4960                         |
| 4 матча группового этапа, 1 четвертьфинал, 1 полуфинал, финал | Дублин Лонгфорд Уотерфорд Уиклоу                       | 4 матча группового этапа                  |
|                                                               | Дублин Лонгфорд Уотерфорд Уиклоу                       |                                           |
| Уотерфорд                                                     | Дублин Лонгфорд Уотерфорд Уиклоу                       | Уиклоу                                    |
| Региональный спортивный центр Уотерфорда                      | Дублин Лонгфорд Уотерфорд Уиклоу                       | Карлайл Граундс                           |
| Вместимость: 5500                                             | Дублин Лонгфорд Уотерфорд Уиклоу                       | Вместимость: 4000                         |
| 4 матча группового этапа                                      | Дублин Лонгфорд Уотерфорд Уиклоу                       | 2 матча группового этапа, 1 четвертьфинал |
|                                                               | Дублин Лонгфорд Уотерфорд Уиклоу                       |                                           |
| Дублин                                                        | Дублин                                                 | Дублин                                    |
| Толка Парк                                                    | UCD Боул                                               | Уайтхолл                                  |
| Вместимость: 5000                                             | Вместимость: 3000                                      | Вместимость: 2500                         |
| 2 матча группового этапа, 1 четвертьфинал, плей-офф           | 4 матча группового этапа, 1 четвертьфинал, 1 полуфинал | 4 матча группового этапа                  |
|                                                               |                                                        |                                           |

## Финальный турнир

### Определение мест команд в групповом раунде
В случае, если две или более команды наберут одинаковое количество очков, используются следующие критерии:
1. Количество очков в матчах между этими командами;

2. Разница мячей в матчах между этими командами;

3. Количество забитых мячей в матчах между этими командами, если две команды имеют одинаковые критерии 1-3, производится их пересчёт между этими командами (между 3 или 4 командами).
Если это не дало результат, то используется:
4. Разница мячей во всех матчах;

5. Количество забитых мячей во всех матчах;

6. Если команды играют свой матч в группе в конце и делят после него первое место, имея равное количество забитых и пропущенных мячей, сыграв в матче вничью, и при этом их никто не может догнать или обогнать, проводится серия пенальти.

7. Меньшее количество дисциплинарных очков, набранных путём получения жёлтых и/или красных карточек.

8. Наивысшая позиция в рейтинге, использующимся для жеребьёвки отборочного раунда.

9. Жеребьёвка

## Групповой этап
| Легенда | Легенда                                                  |
| ------- | -------------------------------------------------------- |
|         | Команды, вышедшие в 1/2 финала                           |
|         | Команды, потерявшие шанс на дальнейшее участие в турнире |

### Группа A
| М | Команда  | И | В | Н | П | Мячи  | ±  | О |
| - | -------- | - | - | - | - | ----- | -- | - |
| 1 | Бельгия  | 3 | 1 | 2 | 0 | 5 − 2 | +3 | 5 |
| 2 | Чехия    | 3 | 1 | 2 | 0 | 4 − 2 | +2 | 5 |
| 3 | Ирландия | 3 | 0 | 3 | 0 | 3 − 3 | 0  | 3 |
| 4 | Греция   | 3 | 0 | 1 | 2 | 1 − 6 | −5 | 1 |

| Чехия               | 1:1 (0:0) | Бельгия     |
| ------------------- | --------- | ----------- |
| Де Вольф 53′ (авт.) | отчёт     | Батен 90+5′ |

| Ирландия    | 1:1 (0:0) | Греция          |
| ----------- | --------- | --------------- |
| Эверитт 58′ | отчёт     | Арсенидис 90+6′ |

| Бельгия                         | 3:0 (2:0) | Греция |
| ------------------------------- | --------- | ------ |
| Калюлика 25′ · Батен 42′, 90+1′ | отчёт     |        |

| Ирландия        | 1:1 (0:0) | Чехия    |
| --------------- | --------- | -------- |
| Омобамиделе 88′ | отчёт     | Сейк 63′ |

| Бельгия      | 1:1 (0:0) | Ирландия     |
| ------------ | --------- | ------------ |
| Калюлика 65′ | отчёт     | Собовале 74′ |

| Греция | 0:2 (0:0) | Чехия              |
| ------ | --------- | ------------------ |
|        | отчёт     | Сейк 53′ · Пех 53′ |

### Группа B
| М | Команда    | И | В | Н | П | Мячи  | ±  | О |
| - | ---------- | - | - | - | - | ----- | -- | - |
| 1 | Франция    | 3 | 2 | 1 | 0 | 7 − 3 | +4 | 7 |
| 2 | Нидерланды | 3 | 2 | 0 | 1 | 7 − 4 | +3 | 6 |
| 3 | Англия     | 3 | 1 | 1 | 1 | 6 − 7 | −1 | 4 |
| 4 | Швеция     | 3 | 0 | 0 | 3 | 3 − 9 | −6 | 0 |

| Нидерланды              | 2:0 (2:0) | Швеция |
| ----------------------- | --------- | ------ |
| Бробби 33′ · Матсен 34′ | отчёт     |        |

| Англия             | 1:1 (1:0) | Франция   |
| ------------------ | --------- | --------- |
| Гринвуд 34′ (пен.) | отчёт     | Аушиш 79′ |

| Нидерланды                                                      | 5:2 (2:0) | Англия                                |
| --------------------------------------------------------------- | --------- | ------------------------------------- |
| Бробби 10′, 58′ (пен.) · Баннис 35′ · Сонтье 45+1′ · Унювар 61′ | отчёт     | Харвуд-Беллис 7′ · Гринвуд 34′ (пен.) |

| Франция                            | 4:2 (3:2) | Швеция          |
| ---------------------------------- | --------- | --------------- |
| Аушиш 22′, 39′, 45+2′ · Рюттер 80′ | отчёт     | Эланга 17′, 29′ |

| Франция              | 2:0 (2:0) | Нидерланды |
| -------------------- | --------- | ---------- |
| Аушиш 1′ · Мбюкю 11′ | отчёт     |            |

| Швеция    | 1:3 (1:1) | Англия                                  |
| --------- | --------- | --------------------------------------- |
| Прица 28′ | отчёт     | Гринвуд 15′ · Дженкс 76′ · Гелхардт 82′ |

### Группа C
| М | Команда    | И | В | Н | П | Мячи  | ±  | О |
| - | ---------- | - | - | - | - | ----- | -- | - |
| 1 | Венгрия    | 3 | 3 | 0 | 0 | 6 − 3 | +3 | 9 |
| 2 | Португалия | 3 | 2 | 0 | 1 | 6 − 4 | +2 | 6 |
| 3 | Исландия   | 3 | 1 | 0 | 2 | 6 − 8 | −2 | 3 |
| 4 | Россия     | 3 | 0 | 0 | 3 | 5 − 8 | −3 | 0 |

| Исландия                                                    | 3:2 (3:0) | Россия           |
| ----------------------------------------------------------- | --------- | ---------------- |
| Савинов 18′ (авт.) · Гисласон 28′ · А. Гудьонсен 32′ (пен.) | отчёт     | Голятов 64′, 79′ |

| Венгрия       | 1:0 (0:0) | Португалия |
| ------------- | --------- | ---------- |
| Косновски 80′ | отчёт     |            |

| Исландия       | 1:2 (0:1) | Венгрия                       |
| -------------- | --------- | ----------------------------- |
| Эллертссон 48′ | отчёт     | Молнар 31′ · Немет 90′ (пен.) |

| Португалия              | 2:1 (1:0) | Россия             |
| ----------------------- | --------- | ------------------ |
| Баталья 16′ · Соуза 50′ | отчёт     | Щетинин 68′ (пен.) |

| Португалия                                                                 | 4:2 (1:1) | Исландия                          |
| -------------------------------------------------------------------------- | --------- | --------------------------------- |
| Бруну Тавареш 32′ · Фабиу Силва 46′ · Паулу Бернарду 76′ · Филипе Круш 84′ | отчёт     | Йоуханнессон 37′ · Эллертссон 71′ |

| Россия                            | 2:3 (1:0) | Венгрия                             |
| --------------------------------- | --------- | ----------------------------------- |
| Шаповалов 20′ · Беккер 87′ (авт.) | отчёт     | Немет 33′, 90+4′ · Майор 71′ (пен.) |

### Группа D
| М | Команда  | И | В | Н | П | Мячи  | ±  | О |
| - | -------- | - | - | - | - | ----- | -- | - |
| 1 | Италия   | 3 | 3 | 0 | 0 | 9 − 3 | +6 | 9 |
| 2 | Испания  | 3 | 2 | 0 | 1 | 5 − 4 | +1 | 6 |
| 3 | Германия | 3 | 1 | 0 | 2 | 4 − 5 | −1 | 3 |
| 4 | Австрия  | 3 | 0 | 0 | 3 | 2 − 8 | −6 | 0 |

| Испания                              | 3:0 (3:0) | Австрия |
| ------------------------------------ | --------- | ------- |
| Эскобар 33′ · Наварро 36′ · Пино 41′ | отчёт     |         |

| Германия  | 1:3 (1:1) | Италия                                      |
| --------- | --------- | ------------------------------------------- |
| Байер 15′ | отчёт     | Бонфанти 27′ · Эспозито 81′ · Джоване 90+4′ |

| Испания           | 1:0 (0:0) | Германия |
| ----------------- | --------- | -------- |
| Морено 78′ (пен.) | отчёт     |          |

| Италия                           | 2:1 (1:0) | Австрия   |
| -------------------------------- | --------- | --------- |
| Эспозито 34′ (пен.) · Панада 79′ | отчёт     | Просс 89′ |

| Италия                                                              | 4:1 (1:1) | Испания     |
| ------------------------------------------------------------------- | --------- | ----------- |
| Коломбо 22′ (пен.) · Моретти 49′ · Пирола 66′ · Эспозито 89′ (пен.) | отчёт     | Сориано 45′ |

| Австрия     | 1:3 (1:0) | Германия                                      |
| ----------- | --------- | --------------------------------------------- |
| Пехливан 8′ | отчёт     | Обуз 48′ · Самарджич 54′ (пен.) · Адейеми 67′ |

## Стадия плей-офф
На данной стадии турнира для определения победителя в случае ничейного исхода после окончания основного времени матча проводятся послематчевые пенальти (дополнительное время не назначается).

### Сетка
|  | Четвертьфиналы           | Четвертьфиналы |                   |   | Полуфиналы                          | Полуфиналы                          |  |  | Финал | Финал |
|  |                          |                |                   |   |                                     |                                     |  |  |       |       |
|  | 12 мая — Карлайл Граундс |                |                   |   |                                     |                                     |  |  |       |       |
|  |                          |                |                   |   |                                     |                                     |  |  |       |       |
|  | Бельгия                  | 0              |                   |   |                                     |                                     |  |  |       |       |
|  | Бельгия                  | 0              | 16 мая — UCD Bowl |   |                                     |                                     |  |  |       |       |
|  | Нидерланды               | 3              |                   |   |                                     |                                     |  |  |       |       |
|  | Нидерланды               | 3              | Нидерланды        | 1 |                                     |                                     |  |  |       |       |
|  | 13 мая — UCD Bowl        |                | Нидерланды        | 1 |                                     |                                     |  |  |       |       |
|  |                          | Испания        | 0                 |   |                                     |                                     |  |  |       |       |
|  | Венгрия                  | Испания        | 0                 | 1 |                                     |                                     |  |  |       |       |
|  | Венгрия                  |                | 19 мая — Талла    | 1 |                                     |                                     |  |  |       |       |
|  | Испания                  | 2              |                   |   |                                     |                                     |  |  |       |       |
|  | Испания                  | 2              | Нидерланды        | 4 |                                     |                                     |  |  |       |       |
|  | 12 мая — Талла           |                | Нидерланды        | 4 |                                     |                                     |  |  |       |       |
|  |                          | Италия         | 2                 |   |                                     |                                     |  |  |       |       |
|  | Франция                  | Италия         | 2                 | 6 |                                     |                                     |  |  |       |       |
|  | Франция                  | 16 мая — Талла |                   | 6 |                                     |                                     |  |  |       |       |
|  | Чехия                    | 1              |                   |   |                                     |                                     |  |  |       |       |
|  | Чехия                    | 1              | Франция           | 1 |                                     |                                     |  |  |       |       |
|  | 13 мая — Толка           |                | Франция           | 1 |                                     |                                     |  |  |       |       |
|  |                          | Италия         | 2                 |   | Плей-офф за выход на чемпионат мира | Плей-офф за выход на чемпионат мира |  |  |       |       |
|  | Италия                   | Италия         | 2                 | 1 | Плей-офф за выход на чемпионат мира | Плей-офф за выход на чемпионат мира |  |  |       |       |
|  | Италия                   |                | 16 мая — Толка    | 1 |                                     |                                     |  |  |       |       |
|  | Португалия               | 0              |                   |   |                                     |                                     |  |  |       |       |
|  | Португалия               | 0              | Венгрия           | 2 |                                     |                                     |  |  |       |       |
|  |                          |                |                   |   |                                     |                                     |  |  |       |       |
|  | Бельгия                  | 1              |                   |   |                                     |                                     |  |  |       |       |
|  | Бельгия                  | 1              |                   |   |                                     |                                     |  |  |       |       |

### Четвертьфиналы
Победители четвертьфиналов автоматически квалифицируются на чемпионат мира 2019 года. Две лучшие команды из проигравших в четвертьфиналах сыграют в матче плей-офф за выход на чемпионат мира.
| Франция                                                    | 6:1 (3:0) | Чехия      |
| ---------------------------------------------------------- | --------- | ---------- |
| Мийо 30′ · Аушиш 36′, 45+2′, 75′, 88′ (пен.) · Ва Сака 80′ | отчёт     | Риттер 90′ |

| Бельгия | 0:3 (0:2) | Нидерланды                                |
| ------- | --------- | ----------------------------------------- |
|         | отчёт     | Хансен 27′ · Салах-Эддине 40′ · Хувер 74′ |

| Италия     | 1:0 (1:0) | Португалия |
| ---------- | --------- | ---------- |
| Тонгья 26′ | отчёт     |            |

| Венгрия                                         | 1:1 (0:1, 1:1) (доп. вр.) | Испания                                         |
| ----------------------------------------------- | ------------------------- | ----------------------------------------------- |
| Омингер 50′                                     | отчёт                     | Эскобар 11′                                     |
| Пенальти                                        |                           |                                                 |
| Комароми · Майор · Омингер · Постобаньи · Немет | 4:5                       | Валера · Наварро · Гомес · Рико · Морено, Пабло |

#### Рейтинг проигравших в четвертьфинале команд
Для определения двух лучших команд из числа проигравших в четвертьфиналах используется система рейтингов со следующими критериями:
1. Место на групповом этапе (победитель группы имеет рейтинг выше, чем сборная, занявшая второе место);
2. Результаты матчей группового этапа (очки, разница забитых и пропущенных мячей, количество забитых мячей);
3. Результаты четвертьфиналов (очки, разница забитых и пропущенных мячей, количество забитых мячей);
4. Дисциплинарные очки на групповом этапе и в четвертьфиналах;
5. Коэффициенты УЕФА;
6. Жребий.

| Поз | Гр. | Команда    | И | В | Н | П | МЗ | МП | РМ | О | Квалификация                        |
| --- | --- | ---------- | - | - | - | - | -- | -- | -- | - | ----------------------------------- |
| 1   | C1  | Венгрия    | 3 | 3 | 0 | 0 | 6  | 3  | +3 | 9 | Плей-офф за выход на чемпионат мира |
| 2   | A1  | Бельгия    | 3 | 1 | 2 | 0 | 5  | 2  | +3 | 5 | Плей-офф за выход на чемпионат мира |
| 3   | C2  | Португалия | 3 | 2 | 0 | 1 | 6  | 4  | +2 | 6 |                                     |
| 4   | A2  | Чехия      | 3 | 1 | 2 | 0 | 4  | 2  | +2 | 5 |                                     |

### Плей-офф за выход на чемпионат мира
Победитель квалифицируется на чемпионат мира 2019 года.
| Венгрия      | 1:1 (0:0, 1:1) (доп. вр.) | Бельгия      |
| ------------ | ------------------------- | ------------ |
| Комароми 61′ | отчёт                     | Калюлика 56′ |
| Пенальти     |                           |              |
|              | 5:4                       |              |

### Полуфиналы
| Нидерланды  | 1:0 (0:0) | Испания |
| ----------- | --------- | ------- |
| Табауни 89′ | отчёт     |         |

| Франция  | 1:2 (1:1) | Италия                        |
| -------- | --------- | ----------------------------- |
| Мийо 41′ | отчёт     | - Эспозито 45+1′ - Удоджи 81′ |

### Финал
| Нидерланды                                          | 4:2 (1:1) | Италия           |
| --------------------------------------------------- | --------- | ---------------- |
| - Хансен 20′ - Баннис 37′ - Матсен 45′ - Унювар 70′ | отчёт     | Коломбо 56′, 89′ |

## Бомбардиры
9 голов
- Адиль Аушиш

4 гола
- Себастьяно Эспозито

3 гола
- Сэм Гринвуд
- Тибо Батен
- Крис Калюлика
- Андраш Немет
- Лоренцо Коломбо
- Брайан Бробби
- Сонтье Хансен

2 гола
- Микаэль Эйидль Эллертссон
- Науфал Баннис
- Иан Матсен
- Наджи Унювар
- Илья Голятов
- Энцо Мийо
- Вацлав Сейк
- Антони Эланга

1 гол
- Дениз Пехливан
- Йозеф Просс
- Джо Гелхардт
- Тейлор Харвуд-Беллис
- Тедди Дженкс
- Дьердь Комароми
- Макр Косновски
- Самуэль Майор
- Раймунд Молнар
- Герге Оминген
- Карим Адейеми
- Максимилиан Байер
- Марвин Обуз
- Лазар Самарджич
- Димитрос Арсенидис
- Мэтт Эверитт
- Эндрю Омобамиделе
- Тиме Собовале
- Йон Эйланд Гисласон
- Андри Гудьонсен
- Исак-Бергманн Йоуханнессон
- Марион Сориано
- Хорди Эскобар
- Пабло Морено
- Роберто Наварро
- Николас Бонфанти
- Самуэль Джоване
- Лоренцо Моретти
- Симоне Панада
- Лоренцо Пирола
- Франко Тонгья
- Иенома Удоджи
- Ки-Яна Хувер
- Анасс Салах-Эддине
- Мохамед Табауни
- Гонсалу Баталья
- Паулу Бернарду
- Филипе Круш
- Фабиу Силва
- Жерсон Соуза
- Бруну Тавареш
- Аслан Муталиев
- Кирилл Щетинин
- Егор Шаповалов
- Натанаэль Мбюкю
- Келиан Нсона Ва Сака
- Жоржиньо Рюттер
- Давид Пех
- Адам Риттер
- Тим Прица

1 автогол
- Матиас Де Волф (в матче против Чехии)
- Андрей Савинов (в матче против Исландии)